# Sudogda
Sudogda (russisch Судогда) ist eine Stadt in der Oblast Wladimir (Russland) mit 11.848 Einwohnern (Stand 14. Oktober 2010).

## Geografie
Die Stadt liegt in der Meschtschoraniederung etwa 40 km südöstlich der Oblasthauptstadt Wladimir am linken Ufer der Sudogda, eines rechten Nebenflusses der Kljasma im Flusssystem der Wolga.
Sudogda ist Verwaltungszentrum des gleichnamigen Rajons.

## Geschichte

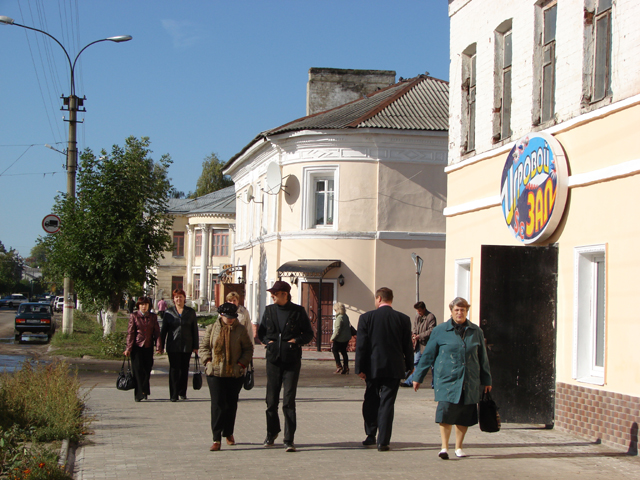
Im Zentrum von Sudogda

Der Ort wurde erstmals in Dokumenten vom Anfang des 17. Jahrhunderts als Sudogodskaja sloboda erwähnt, später einfach als Kirchdorf Sudogda. Die Benennung erfolgte nach dem gleichnamigen Fluss und ist finno-ugrischer Herkunft.
1778 wurde trotz der geringen Bevölkerungszahl das Stadtrecht als Verwaltungszentrum eines Kreises (Ujesds) verliehen. 1788 trat ein Generalbebauungsplan in Kraft.
1806 und 1838 wurde die Stadt stark von Bränden in Mitleidenschaft gezogen. Zu einem wirtschaftlichen Aufschwung kam es in der zweiten Hälfte des 19. Jahrhunderts: 1879 wurde die erste Leinenweberei eröffnet, 1897 entstand ein Werk für Glasflaschen.

### Bevölkerungsentwicklung
| Jahr | Einwohner |
| ---- | --------- |
| 1784 | 243       |
| 1897 | 3.182     |
| 1926 | 4.500     |
| 1939 | 6.233     |
| 1959 | 7.490     |
| 1970 | 10.535    |
| 1979 | 12.384    |
| 1989 | 14.191    |
| 2002 | 13.328    |
| 2010 | 11.848    |

Anmerkung: ab 1897 Volkszählungsdaten (1926 gerundet)

## Kultur und Sehenswürdigkeiten
In Sudogda stehen die Katharinen-Kathedrale (Екатерининский собор/Jekaterininski sobor) von 1814 und die Alexander-Newski-Kirche (церковь Александра Невского/zerkow Alexandra Newskogo) von 1870.
Die Stadt besitzt ein Heimatmuseum.

## Wirtschaft und Infrastruktur
Wichtigstes Unternehmen der Stadt ist eine Fabrik für Mineralwolle auf Basis des ehemaligen Flaschenwerkes. Daneben gibt es Betriebe der Textil-, Möbel- und Lebensmittelindustrie.
Die Stadt ist Endpunkt einer 46 Kilometer langen Eisenbahnstrecke (nur Güterverkehr), die bei der Station Wolossataja von der Strecke Murom–Kowrow abzweigt.
Durch Sudogda führt die Straße R72 (Wladimir–Murom–Arsamas).

## Söhne und Töchter der Stadt
- Nikolai Wladimirowitsch Krylow (* 1941), russischer Mathematiker